# هنريك روبن جينز
هنريك روبن جينز (بالدنماركية: Henrik Ruben Genz)‏ هو مخرج دنماركي، ولد في 7 نوفمبر 1959 في Gram, Denmark ‏ في الدنمارك.

## وصلات خارجية
- هنريك روبن جينز على موقع IMDb (الإنجليزية)
- هنريك روبن جينز على موقع قاعدة بيانات الأفلام العربية
- هنريك روبن جينز على موقع ألو سيني (الفرنسية)
- هنريك روبن جينز على موقع أول موفي (الإنجليزية)
- هنريك روبن جينز على موقع قاعدة بيانات الأفلام السويدية (السويدية)
- هنريك روبن جينز على موقع قاعدة بيانات الفيلم (الإنجليزية)
- هنريك روبن جينز على موقع كينوبويسك (الروسية)